# Ángel Fournier
Ángel Fournier Rodríguez (Guantánamo, Cuba; 31 de diciembre de 1987 - Dallas, Texas; 16 de marzo de 2023)  fue un deportista cubano que compitió en remo. Participó en tres Juegos Olímpicos de Verano: 2008 en China, 2012 en Inglaterra y 2016 en Brasil.
Ganó tres medallas en el Campeonato Mundial de Remo entre los años 2013 y 2017.
Ganó seis medallas en los Juegos Panamericanos, en scull individual, tres de oro; en doble scull, una de oro y en cuatro scull, una de oro y plata, respectivamente.
Fue 12° lugar en remo cuádruple en los Juegos Olímpicos de Verano en 2008 realizados en Beijing, República Popular de China. 7° lugar en remo individual en los Juegos Olímpicos de Londres, Inglaterra en 2012 y 6° lugar en remo individual en los Juegos Olímpicos de Río de Janeiro, Brasil en el 2018.
Obtuvo medalla de plata en el Campeonato Mundial de Remo en el 2013 realizados en Chungju, Corea del Sur y medalla de plata en el Campeonato Mundial de Remo, realizado en el 2017 en Sarasota, Florida en remo individual.

## Muerte
Angel Fournier murió de un ataque cardíaco extenso y masivo el 16 de marzo de 2023 a la edad de 35 años, en Dallas, Texas, Estados Unidos. Su cuerpo fue repatriado a Cuba y sepultado el 3 de abril en el cementerio de su natal Guantánamo, a su despedida acudieron muchas personas y autoridades de la ciudad. Estaba casado con la también atleta Yusmary Mengana y deja dos hijos pequeños, Ángel Lázaro y Natalia.

## Palmarés internacional
| Campeonato Mundial   | Campeonato Mundial        | Campeonato Mundial | Campeonato Mundial |
| Año                  | Lugar                     | Medalla            | Prueba             |
| -------------------- | ------------------------- | ------------------ | ------------------ |
| 2013                 | Chungju (Corea del Sur)   | Medalla de plata   | Scull individual   |
| 2014                 | Ámsterdam (Países Bajos)  | Medalla de bronce  | Scull individual   |
| 2017                 | Sarasota (Estados Unidos) | Medalla de plata   | Scull individual   |
| Juegos Panamericanos |                           |                    |                    |
| Año                  | Lugar                     | Medalla            | Competición        |
| 2007                 | Río de Janeiro (Brasil)   | Medalla de oro     | Cuatro scull       |
| 2011                 | Guadalajara (México)      | Medalla de oro     | Scull individual   |
| 2015                 | Toronto (Canadá)          | Medalla de oro     | Scull individual   |
| 2015                 | Toronto (Canadá)          | Medalla de oro     | Doble scull        |
| 2015                 | Toronto (Canadá)          | Medalla de plata   | Cuatro scull       |
| 2019                 | Lima (Perú)               | Medalla de oro     | Scull individual   |